# Ivan Smirnov
Ivan Vadimovič Smirnov (in russo Иван Вадимович Смирнов?; 14 gennaio 1999) è un pistard e ciclista su strada russo che corre per l'XDS Astana Development Team. È attivo come Elite/Under-23 dal 2019.

## Palmarès

### Pista
- 2017

Campionati europei, Inseguimento a squadre Junior (con Gleb Syrica, Lev Gonov e Dmitrij Muchomed'jarov)
Campionati europei, Inseguimento individuale Junior
Campionati del mondo, Inseguimento a squadre Junior (con Gleb Syrica, Lev Gonov e Dmitrij Muchomed'jarov)
- 2018

Campionati russi, Inseguimento a squadre (con Gleb Syrica, Lev Gonov e Aleksandr Evtušenko)
Campionati russi, Americana (con Aleksandr Smirnov)
- 2019

GP Minsk, Inseguimento a squadre (con Gleb Syrica, Nikita Bersenev, e Lev Gonov)
Campionati europei, Inseguimento a squadre Under-23 (con Gleb Syrica, Lev Gonov e Dmitrij Muchomed'jarov)
Campionati russi, Inseguimento a squadre (con Gleb Syrica, Nikita Bersenev e Lev Gonov)
Giochi europei, Inseguimento individuale
Giochi europei, Inseguimento a squadre (con Gleb Syrica, Nikita Bersenev, e Lev Gonov)
- 2020

Campionati russi, Inseguimento a squadre (con Gleb Syrica, Nikita Bersenev e Lev Gonov)
Campionati europei, Inseguimento a squadre Under-23 (con Gleb Syrica, Lev Gonov e Nikita Bersenev)
Campionati europei, Americana Under-23 (con Lev Gonov)
Campionati russi, Americana (con Lev Gonov)
- 2021

2ª prova Coppa delle Nazioni, Inseguimento a squadre (San Pietroburgo, con Gleb Syrica, Egor Igošev e Lev Gonov)
2ª prova Coppa delle Nazioni, Americana (San Pietroburgo, con Lev Gonov)
- 2023

Fiorenzuola, Corsa a eliminazione
- 2024

Fiorenzuola, Americana (con Lev Gonov)

### Strada
- 2017 (Juniores)

3ª tappa, 1ª semitappa Trofeo Karlsberg (Homburg > Homburg)
- 2020 (Lokosphinx U23, una vittoria)

Grand Prix Mount Erciyes 2200 mt
- 2021 (Lokosphinx, due vittorie)

Coppa Caduti Nervianesi
Trofeo Montelupo
- 2024 (Astana Qazaqstan Team/Astana Qazaqstan Development Team, tre vittorie)

4ª tappa Turul României (Târgoviște > Târgoviște)
5ª tappa Tour of Hainan (Changjiang > Sanya)
3ª tappa Tour de Kyushu (Okagaki > Munakata)
- 2025 (XDS Astana Development Team, una vittoria)

La Popolarissima

#### Altri successi
- 2023 (C.C. Catalunya-Barcelona)

Campionat de Sabadell
Classico Giro del Medio Po - Memorial Alberto Ginofero
4ª tappa Five Rings of Moscow  (Moscow > Moscow)
- 2024 (PC Baix Ebre/Astana Qazaqstan Team)

Trofeu Joan Escolà
Campionat de Sabadell
Trofeo Ayuntamiento de Zamora
Trofeo Caja Rural "Gran Premio San José"
1ª tappa Five Rings of Moscow (Vorobyovy Gory > Vorobyovy Gory)

## Piazzamenti

### Competizioni mondiali
- Campionati del mondo su pista

Aigle 2016 - Inseguimento a squadre Junior: 14º
Aigle 2016 - Inseguimento individuale Junior: 26º
Montichiari 2017 - Inseguimento a squadre Junior: vincitore
Montichiari 2017 - Inseguimento individuale Junior: 5º
Apeldoorn 2018 - Inseguimento a squadre: 7º
Apeldoorn 2018 - Inseguimento individuale: 20º
Pruszków 2019 - Inseguimento a squadre: 14º
Berlino 2020 - Inseguimento a squadre: 10º

### Competizioni continentali
- Campionati europei su pista

Montichiari 2016 - Inseguimento a squadre Junior: 3º
Montichiari 2016 - Inseguimento individuale Junior: 2º
Anadia 2017 - Inseg. a squadre Junior: vincitore
Anadia 2017 - Inseg. individuale Junior: vincitore
Anadia 2017 - Americana Junior: 10º
Aigle 2018 - Inseguimento individuale Under-23: 2º
Aigle 2018 - Inseguimento a squadre Under-23: 3º
Glasgow 2018 - Inseguimento a squadre: 6º
Gand 2019 - Inseguimento individuale Under-23: 2º
Gand 2019 - Inseg. a squadre Under-23: vincitore
Apeldoorn 2019 - Inseguimento a squadre: 9º
Fiorenzuola 2020 - Inseg. individuale Under-23: 2º
Fiorenzuola 2020 - Inseg. a sq. Under-23: vincitore
Fiorenzuola 2020 - Chilometro Under-23: 3º
Fiorenzuola 2020 - Americ. Under-23: vincitore
- Campionati europei su strada

Herning 2017 - In linea Junior: 16º
- Giochi europei

Minsk 2019 - Inseguimento a squadre: vincitore
Minsk 2019 - Inseguimento individuale: vincitore